# Macropsis microcerea
Macropsis microcerea är en insektsart som beskrevs av Vilbaste 1980. Macropsis microcerea ingår i släktet Macropsis och familjen dvärgstritar. Inga underarter finns listade i Catalogue of Life.